# القياصرة الاثنى عشر
القياصرة الإثني عشر هو كتاب تاريخي تكلم عن تاريخ الامبراطورية الرومانية من فترة يوليوس قيصر إلى عصر هادريان. كتب من قبل المؤرخ سويتونيوس.